# Алессандри, Алессандро
Алессандри Алессандро (или Алессандри д’Алессандро, лат. Alexander ab Alexandre, неап. Alessandro Alessandri) — итальянский юрист и археолог.
Алессандри Алессандро родился в 1461 году в городе Неаполе, где, по получении юридического образования, там адвокатом.
В своем главном произведении «Dies geniales» (Рим, 1522 г. и в других местах; самое лучшее изд. Лейден., в 2 том., 1676 г.) он, по примеру Геллия в его «Noctes Atticae», трактует о разных предметах, преимущественно из классической древности, в форме бесед с учеными друзьями.
Алессандри Алессандро скончался в столице Италии городе Риме 2 октября 1523 года в должности неаполитанского протонотара.